# Liste der Biografien/Reih
Liste der Biografien |
Portal Biografien |
Personensuche
# |
A |
B |
C |
D |
E |
F |
G |
H |
I |
J |
K |
L |
M |
N |
O |
P |
Q |
R |
S |
T |
U |
V |
W |
X |
Y |
Z |
?
 
Ra |
Rb |
Rd |
Re |
Rh |
Ri |
Rj |
Rk |
Rl |
Rm |
Rn |
Ro |
Rr |
Rs |
Rt |
Ru |
Rv |
Rw |
Rx |
Ry |
Rz
 
Rea |
Reb |
Rec |
Red |
Ree |
Ref |
Reg |
Reh |
Rei |
Rej |
Rek |
Rel |
Rem |
Ren |
Reo |
Rep |
Req |
Rer |
Res |
Ret |
Reu |
Rev |
Rew |
Rex |
Rey |
Rez
 
Reib |
Reic |
Reid |
Reie |
Reif |
Reig |
Reih |
Reij |
Reik |
Reil |
Reim |
Rein |
Reip |
Reir |
Reis |
Reit |
Reiv |
Reiw |
Reix |
Reiz
Die Liste der Biografien führt alle Personen auf, die in der deutschsprachigen Wikipedia einen Artikel haben. Dieses ist eine Teilliste mit 17 Einträgen von Personen, deren Namen mit den Buchstaben „Reih“ beginnt.

## Reih

### Reihe
- Reiher, Christian (* 1984), deutscher MathematikerChristian Reiher (* 1984)

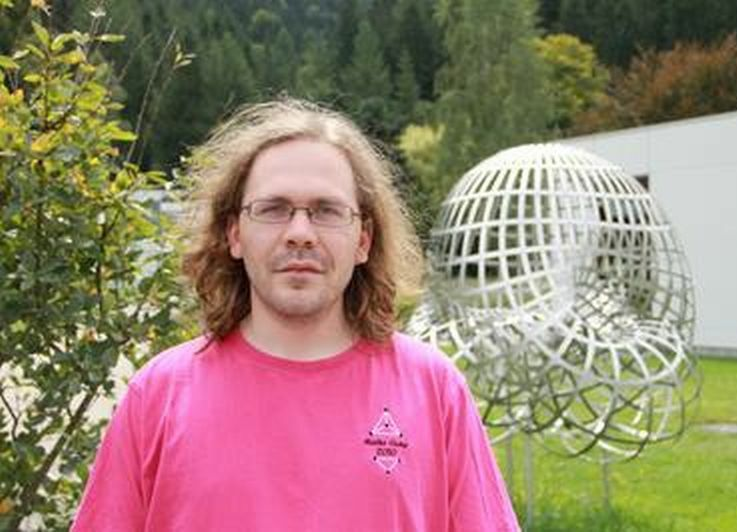
Christian Reiher (* 1984)

- Reiher, Cornelia (* 1978), deutsche Japanologin
- Reiher, Dieter (* 1933), deutscher evangelischer Theologe und Pädagoge
- Reiher, Hendrik (* 1962), deutscher Ruderer
- Reiher, Herbert (1909–1981), deutscher Künstler
- Reiher, Markus (* 1971), deutsch-schweizerischer Chemiker
- Reiher, Ulf (1936–2013), deutscher Theaterintendant

### Reihi
- Reihing, Franz Xaver (1804–1888), katholischer Pfarrer, Chronist und Kirchenmusiker
- Reihing, Jacob (1579–1628), schwäbischer Theologe, Konvertit, Professor der Universitäten Ingolstadt (katholisch) und Tübingen (evangelisch)

### Reihl
- Reihl, Ingo Ernst (* 1969), deutscher Dirigent und Universitätsprofessor
- Reihlen, Charlotte (1805–1868), deutsche Diakonisse
- Reihlen, Erika (* 1936), deutsche Zahnärztin, Medizinaldirektorin, Inhaberin zahlreicher gesellschaftspolitischer Ämter
- Reihlen, Helmut (1934–2022), deutscher Ingenieur, Präses der Landessynode der Evangelischen Kirche in Berlin-Brandenburg
- Reihling, Hermann (1892–1949), württembergischer Verwaltungsjurist

### Reihs
- Reihs, Hermann (1894–1978), österreichischer Bankmanager und Person des Genossenschaftswesen
- Reihs, Michael (* 1979), dänischer Straßenradrennfahrer
- Reihs-Gromes, Hill (1910–1987), österreichische Kostümbildnerin bei Bühne und Film